# طرد الأكاديين
طرد الأكاديين، المعروف أيضًا باسم الثورة العظيمة، والطرد العظيم، والترحيل العظيم، كان إبعادًا قسريًا للشعب الأكادي من قبل البريطانيين من المقاطعات البحرية الكندية الحالية في نوفا سكوشا، ونيو برونزويك، وجزيرة الأمير إدوارد، وشمال ولاية مين، وهي أجزاء من منطقة تعرف أيضا باسم أكاديا. حصل الترحيل (1755 – 1764) خلال الحرب الفرنسية والهندية (مسرح حرب السنوات السبع في أمريكا الشمالية) وكان جزءًا من الحملة العسكرية البريطانية ضد فرنسا الجديدة. قامت بريطانيا بدايةً بترحيل الأكاديين إلى المستعمرات الثلاثة عشرة، وبعد عام 1758، نقلت مزيدًا منهم إلى بريطانيا وفرنسا. إجمالًا، من مجموع 14100 أكادي في المنطقة، ترحّل منهم نحو 11500 شخص. يشير تعداد سكاني عامي 1764 إلى أن 2600 أكادي بقوا في المنطقة لتمكنهم من الهروب.
خلال حرب الخلافة الإسبانية، استولت بريطانيا على بورت رويال، عاصمة المستعمرة، عبر حصار قامت به. تنازلت معاهدة أوترخت عام 1713، التي أنهت الصراع، عن المستعمرة لبريطانيا العظمى، في حين سمحت للأكاديين بالإبقاء على أراضيهم. على مدار السنوات الخمس وأربعين المقبلة، رفض الأكاديون توقيع قسم ولاء غير مشروط لبريطانيا. خلال الفترة نفسها، شارك البعض في عدد من العمليات العسكرية ضد البريطانيين، وصانوا خطوط إمداد للحصون الفرنسية في لويسبورغ وفورت باوسيجور. نتيجة لذلك، سعى البريطانيون إلى القضاء على أي تهديد عسكري مستقبلي من قبل الأكاديين، وإلى قطع خطوط الإمداد التي وفروها إلى لويسبورغ بصورة دائمة عبر إزالتهم من المنطقة.
دون التمييز بين الأكاديين المحايدين وبين أولئك الذين قاوموا احتلال أكاديا، أمر الحاكم البريطاني تشارلز لورانس ومجلس نوفا سكوشا بطردهم. في موجة الطرد الأولى، ترحّل الأكاديون إلى مستعمرات بريطانية أخرى في أمريكا الشمالية. في الموجة الثانية، ترحّلوا إلى بريطانيا وفرنسا، ومن هناك هاجر عدد كبير منهم إلى لويزيانا الإسبانية، حيث أصبح «الأكاديون» في نهاية المطاف «كاجون». رحل الأكاديون في البداية إلى المستعمرات الناطقة بالفرنسية مثل كندا، والجزء الشمالي غير المستعمر من أكاديا، وإيل سان جان (جزيرة الأمير إدوارد حاليًا)، وإيل رويال (جزيرة كيب بريتون اليوم). خلال الموجة الثانية من الطرد، كان أولئك الأكاديون إما يسجنون أو يُرحّلون.
إلى جانب تحقيق بريطانيا أهدافها العسكرية المتمثلة في إلحاق الهزيمة بلويسبورغ وإضعاف ميليشات المغماك والأكاديين، كانت نتيجة الطرد دمار السكان المدنيين في المقام الأول واقتصاد المنطقة. مات آلاف الأكاديين خلال عمليات الطرد، نتيجة المرض والغرق عند ضياع السفن. في 11 يوليو عام 1764، أصدرت الحكومة البريطانية أمرًا بالسماح للأكاديين بالعودة القانونية إلى الأراضي البريطانية في مجموعات صغيرة معزولة، شريطة أن يقسموا على الولاء المطلق. يعيش الأكاديون اليوم بشكل أساسي في نيو برونزويك وبعض مناطق جزيرة الأمير إدوارد ونوفا سكوشا. يخلد الشاعر الأمريكي هنري وادزورث لونجفيلو ذكرى الطرد في القصيدة الشعبية، إيفانجلين، التي يحكي فيها محنة شخصية خيالية، إذ ينشر من خلالها الوعي حول عمليات الطرد.

## السياق التاريخي
بعد سيطرة البريطانيين على أكاديا عام 1713، رفض الأكاديون التوقيع على قسم ولاء غير مشروط ليصبحوا رعايا بريطانيين. بدلا من ذلك، تفاوضوا على قسم مشروط يعدُ بالحياد. ظل بعض الأكاديين محايدين ورفضوا القسم غير المشروط. كانت الصعوبة في جزء منها دينية، إذ كان الملك البريطاني رئيس الكنيسة البروتستانتية في إنكلترا، وكان الأكاديون من الروم الكاثوليك. أعرب الأكاديون أيضًا عن قلقهم من أن يؤدي توقيع القسم إلى إلزام الأكاديين الذكور بالقتال ضد فرنسا خلال فترة الحرب، وإمكانية فهم حلفائهم وجيرانهم المغماك ذلك على أنه اعتراف بوصاية بريطانيا على أكاديا، مما يعرض القرى لخطر الهجوم من قبل المغماك.
رفض أكاديون آخرون التوقيع على قسم غير مشروط لأنهم كانوا ضد البريطانيين. لاحظ مؤرخون عديدون أن بعض الأكاديين وصفوا بأنهم «محايدون» في حين أنهم لم يكونوا كذلك. عندما جاء وقت ترحيل الأكاديين، كان هناك قبل ذلك تاريخ طويل من المقاومة السياسية والعسكرية من جانب الأكاديين وحلف واباناكي للاحتلال البريطاني لأكاديا. كان المغماك والأكاديون في تحالف من خلال الكاثوليكية وعدد من الزيجات المتبادلة. في حين كان الأكاديون أكبر عددًا، إلا أن حلف واباناكي، خصوصًا المغماك، كان يتمتع بالقوة العسكرية في أكاديا حتى بعد الغزو البريطاني. قاوموا الاحتلال البريطاني وانضم الأكاديون إلى صفهم في عديد من المناسبات. كثيرًا ما دعم كهنة فرنسيون في المنطقة تلك الجهود . قاتل حلف واباناكي والأكاديون ضد الإمبراطورية البريطانية في 6 حروب، من بينها الحروب الفرنسية والهندية، وحرب الأب رال، وحرب الأب لو لوتر، على مدى خمسة وسبعين عامًا.

### حرب السنوات السبع
في عام 1753، سار الجنود الفرنسيون من كندا جنوبًا واستولوا على وادي أوهايو وحصّنوه. اعترضت بريطانيا على الغزو واعتبرت أوهايو ملكًا لها. في 28 مايو عام 1754، بدأت الحرب مع معركة جومنفيل غلين. قُتل الضابط الفرنسي إنساين دي جومنفيل وثلث مرافقته من قبل دورية بريطانية بقيادة جورج واشنطن. انتقامًا لذلك، ألحق الفرنسيون والأمريكيون الأصليون الهزيمة بالبريطانيين في في فورت نيسيسيتي. خسر واشنطن ثلث مرافقته واستسلم. هُزمت قوات اللواء إدوارد برادوك في معركة مونونغايلا، وأوقفت قوات ويليام جونسون التقدم الفرنسي في بحيرة جورج.
في أكاديا، كان الهدف الأساسي لدى البريطانيين هو هزيمة التحصينات في بوسيجور ولويسبورغ وصد الهجمات المستقبلية من حلف واباناكي والفرنسيين والأكاديين على حدود شمال إنكلترا. (كان هناك تاريخ طويل لهذه الهجمات من أكاديا - انظر حملات الساحل الشمالي الشرقي 1688، 1703، 1723، 1724، 1745، 1746، 1747). رأى البريطانيون أن ولاء الأكاديين لفرنسا وكونفدرالية وابناكي يشكل تهديدًا عسكريًا. كانت حرب الأب لو لوتر سببًا في خلق الظروف الملائمة لشن حرب شاملة؛ لم يسلم المدنيون البريطانيون منها، كما تيقن الحاكم تشارلز لورانس ومجلس نوفا سكوشا، قدم المدنيون الأكاديون الاستخبارات والملاذ والدعم اللوجستي، في حين قاتل آخرون ضد البريطانيين. أثناء حرب لو لوتر، ولحماية المستوطنين البريطانيين من الهجمات التي تُشن على طول الحدود السابقة بين نيو إنجلاند وأكاديا ونهر كينيبيك، بنى البريطانيون حصن هاليفاكس (وينسلو)، وحصن شيرلي (دريسدن، أو فرانكفورت سابقًا) وحصن ويسترن (أوغوستا).
بعد استيلاء البريطانيين على بوسيجور، تضمنت خطة الاستيلاء على لويسبورغ قطع التجارة عن القلعة بهدف إضعافها، وبالتالي إضعاف قدرة الفرنسيين على دعم المغماك في حربهم ضد البريطانيين. وفقا للمؤرخ ستيفن باترسون، كانت مشكلة الإمدادات سببًا في إنهاء القوة الفرنسية في المنطقة أكثر من أي عامل آخر، بما في ذلك الهجوم الهائل الذي أجبر في نهاية المطاف على استسلام لويسبورغ. أدرك لورانس أن بإمكانه الحد من التهديد العسكري وإضعاف قلعة لويسبورغ من خلال ترحيل الأكاديين، وبالتالي قطع الإمدادات عن القلعة. خلال عمليات الطرد، قاد الضابط الفرنسي تشارلز ديشامب دي بواشيبير المغماك والأكاديين إلى حرب عصابات ضد البريطانيين. تبعًا لدفاتر حسابات لويسبورغ، وزع الفرنسيون إمداداتٍ بحلول أواخر عام 1756 إلى 700 من السكان الأصليين. في الفترة من عام 1756 وحتى سقوط لويسبورغ عام 1758، كان الفرنسيون يدفعون على نحو منتظم مبالغ للقائد جان بابتيست كوب وآخرين من السكان الأصليين مقابل فروات رؤوس للبريطانيين.

## حملات الترحيل البريطانية
بعد رفض الأكاديين التوقيع على قسم الولاء لبريطانيا، مما كان سيجعلهم موالين للتاج، اتخذ الحاكم البريطاني، تشارلز لورانس، وكذلك مجلس نوفا سكوشا في 28 يوليو 1755 قرارًا بترحيل الأكاديين. بدأت حملات الترحيل البريطانية في 11 أغسطس 1755. وطوال فترة الطرد، واصل الأكاديون واتحاد واباناكي حرب العصابات ضد البريطانيين ردًا على العدوان البريطاني المستمر منذ عام 1744 (انظر حرب الملك جورج وحرب الأب لو لوتر).

### خليج فندي (1755)
بدأت الموجة الأولى من الطرد في 10 أغسطس 1755، مع حملة خليج فندي أثناء الحرب الفرنسية والهندية. أمر البريطانيون بطرد الأكاديين بعد معركة بوسيجور (1755). بدأت الحملة في تشيغنيكتو ثم انتقلت بسرعة إلى غراند-بري وبيز ليكويد (فالماوث أو وندسور، ونوفا سكوشا) وأخيراً أنابوليس رويال.
في 17 نوفمبر 1755، أخذ جورج سكوت 700 جندي بريطاني، وهاجم عشرين منزلاً في ممرامكوك، واعتقل الأكاديين المتبقين وقتل 200 رأس من الماشية لحرمان الفرنسيين من الإمدادات. حاول الأكاديون الهروب من الطرد بالانسحاب إلى نهري سانت جون وبيتيكودياك وميراميتشي في نيو برونزويك. طهّر البريطانيون الأكاديين من هذه المناطق في الحملات اللاحقة لنهر بيتيكودياك ونهر سانت جون وخليج سانت لورانس في 1758.
قاوم الأكاديون والمغماك في منطقة تشيغنيكتو وانتصروا في معركة بيتيكودياك في عام 1755. في ربيع عام 1756، نُصِب كمين لحفلة لجمع الأخشاب من فورت مونكتون (حصن غاسبارو سابقًا) وقتلوا تسعة منهم. في أبريل 1757، داهمت نفس المجموعة من الأكاديين والمغماك حصن إدوارد وحصن كمبرلاند بالقرب من جوليكور الحالية، في نيو برونزويك، مما أسفر عن مقتل رجلين وأخذ سجينين. في 20 يوليو عام 1757، قتل بعض المغماك 23 وأسروا اثنين من حراس جورهام خارج حصن كمبرلاند. في مارس 1758، هاجم 40 أكادي ومغماكي مركب شراعي في حصن كمبرلاند وقتلوا قائدها واثنين من البحارة. في شتاء 1759، نصب المغماك كمينًا لخمسة جنود بريطانيين في دورية أثناء عبورهم جسرًا بالقرب من فورت كومبرلاند. سُلخوا بشكل طقوسي وشُوّهت أجسادهم وكان هذا شائعًا في حرب الحدود. في ليلة 4 أبريل 1759، استولت قوة من الأكاديين والفرنسيين في زوارق على وسائل النقل. عند الفجر هاجموا سفينة مونكتون وطاردوها لمدة خمس ساعات أسفل خليج فوندي. على الرغم من هروب مونكتون، قتل أحد أفراد طاقمها وجرح اثنان.
في سبتمبر 1756، نصبت مجموعة من 100 أكادي كمينًا لمجموعة مكونة من ثلاثة عشر جنديًا كانوا يعملون خارج فورت إدوارد في بيزكويد. أُسر سبعة وهرب ستة عائدين إلى الحصن. في أبريل 1757، داهمت مجموعة من الأكاديين والمغماك مستودعًا بالقرب من حصن إدوارد، وقتلوا ثلاثة عشر جنديًا بريطانيًا، وأخذوا ما يمكنهم حمله من المؤن وأضرموا النار في المبنى. بعد أيام، داهم نفس الثوار حصن كمبرلاند. بحلول نوفمبر عام 1756، كتب الضابط الفرنسي لوتبينيير عن صعوبة استعادة حصن بوسيجور قائلًا: «لقد حرمنا الإنجليز من ميزة كبيرة عن طريق إزالة العائلات الفرنسية التي استقرت هناك في مزارعهم المختلفة، وبالتالي سيتعين علينا إنشاء مستوطنات جديدة».
قاتل الأكاديون والمغماك في منطقة أنابوليس. انتصروا في معركة بلودي كريك (1757). تمرد الأكاديون الذين ترحّلوا من أنابوليس رويال على متن السفينة بيمبروك ضد الطاقم البريطاني، واستولوا على السفينة وأبحروا إلى اليابسة. في ديسمبر 1757، أثناء قطع الحطب بالقرب من حصن آن، قُبض على جون ويذرسبون من قبل السكان الأصليين الذين كانوا من المغماك على الأرجح، ونُقل بعيدًا إلى مصب نهر ميراميتشي، حيث استلمه الفرنسيون، ونقلوه إلى كيبيك واحتجزوه حتى أواخر عام 1759 ومعركة سهول إبراهيم، عندما انتصرت قوات الجنرال وولف. 
شقّ حوالي 55 أكاديًا، ممن هربوا من الترحيل الأولي في أنابوليس رويال، طريقهم إلى منطقة كيب سابل، التي تضم جنوب غرب نوفا سكوشا، وشاركوا في العديد من الغارات على لونينبورج، نوفا سكوشا. أغار الأكاديون والمغماك على مستوطنة ونينبورج تسع مرات خلال فترة ثلاث سنوات خلال الحرب. أمر بويشيبيرت بأول غارة على لونينبورغ في عام 1756. في عام 1757، حدثت الغارة الثانية على لونينبورغ، حيث قتل ستة أشخاص من عائلة بريسون. في العام التالي، في شهر مارس 1758، حدثت غارة على شبه جزيرة لونينبورغ في النطاق الشمالي الغربي (بلوك هاوس حاليًا، نوفا سكوشا) قُتل فيها خمسة أشخاص من عائلتَي أوشس ورودر. بحلول نهاية مايو 1758، هجر معظم سكان شبه جزيرة لونينبورغ مزارعهم وتراجعوا لحماية التحصينات حول مدينة ونينبورج، وخسروا موسم الحبوب.
أما الذين لم يغادروا مزارعهم فقد اشتد لديهم عدد المداهمات. خلال صيف 1758، كانت هناك أربع غارات على شبه جزيرة ونينبورج. في 13 يوليو 1758، قُتل شخص واحد على نهر لاهف في دايزبرينج وأصيب آخر بجروح خطيرة على يد أحد أفراد عائلة لابرادور. وقعت الغارة التالية في خليج ماهون، نوفا سكوشا في 24 أغسطس 1758، عندما هاجم ثمانية من المغماك منازل عائلة لاي وبرانت. قتلوا ثلاثة أشخاص في الغارة، لكنهم لم ينجحوا في أخذ فروة رأسهم، وهي ممارسة شائعة لأخذ المال من الفرنسيين. بعد يومين، قتل جنديان في غارة على الحصن في لاهيف، نوفا سكوشا. في 11 سبتمبر قتل طفل في غارة على المنطقة الشمالية الغربية. وقعت مداهمة أخرى في 27 مارس 1759، قُتل فيها ثلاثة أفراد من عائلة أوكسنر. وقعت الغارة الأخيرة في 20 أبريل 1759 في لونينبورغ، عندما قتل المغماك أربعة مستوطنين كانوا أعضاء في عائلات تريبيو وكريغتون. 

### إيل سان جان وإيل رويال
بدأت الموجة الثانية من الطرد بهزيمة الفرنسيين في حصار لويسبورغ (1758). رحل الآلاف من الأكاديين من إيل سان جان (جزيرة الأمير إدوارد) وإيل رويال (جزيرة كيب بريتون). أسفرت حملة إيل سان جان عن أكبر نسبة من وفيات الأكاديين المُرحّلين. كان غرق السفينتين فيوليت (على متنهما حوالي 280 شخصًا) وديوك ويليام (مع أكثر من 360 شخصًا على متنها) بمثابة أكبر عدد من الوفيات أثناء الطرد. بحلول الوقت الذي بدأت فيه الموجة الثانية من الطرد، تخلى البريطانيون عن سياستهم في نقل الأكاديين إلى المستعمرات الثلاثة عشر، وبدأوا في ترحيلهم مباشرة إلى فرنسا. في عام 1758، هرب مئات أكاديي إيل رويال إلى أحد مخيمات اللاجئين في بويشبيرت جنوب باي دي شالور.